# Bolostromus venustus
Bolostromus venustus là một loài nhện trong họ Cyrtaucheniidae. Loài này phân bố ờ Colombia.